# SLC13A2
El miembro 2 de la familia de portadores de solutos 13 es una proteína codificada en humanos por el gen SLC13A2, que se sitúa en el locus 17q11.2 (brazo largo del cromosoma 17). Regula la concentración urinaria de citrato en el túbulo contorneado proximal y actúa como cotransporte de iones de sodio y dicarboxilatos como succinato y citrato.
La proteína codificada por este gen es un transportador de citrato acoplado a sodio que está regulado por la actividad chaperona de la ciclofilina b. La proteína codificada puede desempeñar un papel en la formación de cálculos renales.